# Тахсін Джеміль
Тахсін або Тасін Джеміль (добруджанська кримськотатарська мова: Tahsin Ğemil; нар. 21 вересня 1943) — румунський історик, перекладач, дипломат і політик кримськотатарського походження. З 1990 по 1996 рік він був членом Палати депутатів, а також послом в Азербайджані (1998—2003) та Туркменістані (з 2004 року). Автор понад 100 праць з історії Османської імперії та Румунії, він переклав румунською мовою документи, написані османотурецькою мовою. Джеміль також є професором Університету «Овідія» в Констанці, Румунія (його проректор з 2004 року).

## Життя та кар'єра
Джеміль народився в Меджидії в етнічній татарській мусульманській родині, здобув початкову та середню освіту в рідному місті, а також закінчив факультет історії та філософії Ясського університету (1965), де згодом отримав ступінь доктора філософії. Він працював в Інституті історії ім. А. Д. Ксенополя при Яському університеті, а пізніше в Інституті історії ім. Ніколае Йорги в Бухаресті. Будучи носієм кримськотатарської та румунської мов, Джеміль вивчав османську та сучасну турецьку, туркменську та азербайджанську мови, а також володіє англійською, французькою, узбецькою, казахською та киргизькою мовами.
У місяці, що настали після революції 1989 року, Джеміль приєднався до нового тимчасового керівного органу, КПНУ, створеного навколо Фронту національного порятунку. Після виборів до законодавчих органів 1990 року у Палаті він представляв Констанцський повіт, засідаючи від групи Турецький демократичний союз (UDTR), працюючи в Комітеті з питань освіти, науки, молоді та спорту, а також у Комітеті з питань прав людини, релігійних справ та питань національних меншин. Він був серед членів-засновників Демократичного союзу тюрко-ісламських татар Румунії (UDTTR) та його першим президентом, переобраним у тому ж окрузі на виборах 1992 року (після чого Джеміль став секретарем Комітету з питань освіти). Він був серед членів парламенту у складі делегації, направленої до Організації Чорноморського економічного співробітництва.
Він одружений з Нафіє Джеміль та має доньку (народилася в 1970 році).